# Euskaltel-Euskadi (2008)
La Euskaltel-Euskadi, nota in passato come Naturgas Energia, Fundación Euskadi, Euskadi e Fundación-Orbea, è una squadra maschile spagnola di ciclismo su strada con licenza di UCI ProTeam.
Attiva dal 2008 e a livello UCI dal 2018, la formazione appartiene alla Fondazione Euskadi presieduta dal ciclista spagnolo Mikel Landa. Dal 2020 detiene licenza di ProTeam, e nel 2021 è stata per la prima volta invitata alla Vuelta a España.

## Cronistoria

### Annuario
| Anno | Codice | Nome                                                                 | Cat. | Biciclette | Dirigenza |
| ---- | ------ | -------------------------------------------------------------------- | ---- | ---------- | --- |
| 2008 | -      | Naturgas Energía                                                     | -    |            | |
| 2009 | -      | Naturgas Energía                                                     | -    |            | |
| 2010 | -      | Naturgas Energía                                                     | -    |            | |
| 2011 | -      | Naturgas Energía                                                     | -    |            | |
| 2012 | -      | Naturgas Energía                                                     | -    |            | |
| 2013 | -      | Naturgas Energía                                                     | -    |            | |
| 2014 | -      | EDP Energía                                                          | -    |            | |
| 2015 | -      | Fundación Euskadi-EDP                                                | -    |            | |
| 2016 | -      | Fundación Euskadi-EDP                                                | -    |            | |
| 2017 | -      | Fundación Euskadi-EDP                                                | -    |            | |
| 2018 | EUK    | Team Euskadi                                                         | CT   | Orbea      | Manager: Jesús Ezkurdia Dir. sportivi: Jorge Azanza                                                                 |
| 2019 | EUK    | Equipo Euskadi                                                       | CT   | Orbea      | Manager: Jesús Ezkurdia Dir. sportivi: Jorge Azanza, Unai Iparragirre, Iñaki Isasi                                  |
| 2020 | FOR    | Fundación-Orbea (fino al 31 marzo) Euskaltel-Euskadi (dal 1º aprile) | PRT  | Orbea      | Manager: Jesús Ezkurdia Dir. sportivi: Jorge Azanza, David Echavarri, Mikel Gaztañaga                               |
| 2021 | EUS    | Euskaltel-Euskadi                                                    | PRT  | Orbea      | Manager: Jesús Ezkurdia Dir. sportivi: Jorge Azanza, David Echavarri, Iñaki Isasi                                   |
| 2022 | EUS    | Euskaltel-Euskadi                                                    | PRT  | Orbea      | Manager: Jesús Ezkurdia Dir. sportivi: Jorge Azanza, David Echavarri, Mikel Gaztañaga, Iñaki Isasi, Pello Olaberria |
| 2023 | EUS    | Euskaltel-Euskadi                                                    | PRT  | Orbea      | Manager: Jesús Ezkurdia Dir. sportivi: Jorge Azanza, Iñaki Isasi, Pello Olaberria                                   |
| 2024 | EUS    | Euskaltel-Euskadi                                                    | PRT  | Orbea      | Manager: Jesús Ezkurdia Dir. sportivi: Jorge Azanza, Iñaki Isasi, Pello Olaberria                                   |
| 2025 | EUS    | Euskaltel-Euskadi                                                    | PRT  | Orbea      | Manager: Jesús Ezkurdia Dir. sportivi: Jorge Azanza, Iñaki Isasi, Rubén Pérez, Pablo Urtasun                        |

### Classifiche UCI
| Anno | Classifica | Pos. | Migliore cl. individuale        |
| ---- | ---------- | ---- | ------------------------------- |
| 2018 | Europe T.  | 95º  | Juan Antonio López-Cózar (701º) |
| 2019 | Europe T.  | 52º  | Unai Cuadrado (685º)            |
| 2020 | Europe T.  | 23º  | Rubén Fernández (153º)          |

## Palmarès
Aggiornato al 17 agosto 2024.

### Grandi Giri
- Giro d'Italia

Partecipazioni: 0
- Tour de France

Partecipazioni: 0
- Vuelta a España

Partecipazioni: 3 (2021, 2022, 2024)
Vittorie di tappa: 0
Vittorie finali: 0
Altre classifiche: 0

### Campionati nazionali
- Campionati ungheresi: 1

In linea: 2025 (Márton Dina)

## Organico 2025
Aggiornato al 1° agosto 2025.

### Staff tecnico
|  | Naz.              | Ruolo | Sportivo        |  |  |  |
|  | ----------------- | ----- | --------------- |  |  |  |
|  | Spagna (bandiera) | GM    | Jesús Ezkurdia  |  |  |  |
|  | Spagna (bandiera) | DS    | Jorge Azanza    |  |  |  |
|  | Spagna (bandiera) | DS    | Iñaki Isasi     |  |  |  |
|  | Spagna (bandiera) | DS    | Pello Olaberria |  |  |  |

### Rosa
|  | Naz.                     |  | Sportivo           | Anno |  |  |
|  | ------------------------ |  | ------------------ | ---- |  |  |
|  | Spagna (bandiera)        |  | Jon Aberasturi     | 1989 |  |  |
|  | Spagna (bandiera)        |  | Aitor Agirre       | 2003 |  |  |
|  | Spagna (bandiera)        |  | Jon Agirre         | 1997 |  |  |
|  | Spagna (bandiera)        |  | Nicolas Alustiza   | 2003 |  |  |
|  | Spagna (bandiera)        |  | Xabier Berasategi  | 1999 |  |  |
|  | Spagna (bandiera)        |  | Mikel Bizkarra     | 1989 |  |  |
|  | Spagna (bandiera)        |  | Iker Bonillo       | 2003 |  |  |
|  | Paesi Bassi (bandiera)   |  | David Dekker       | 1998 |  |  |
|  | Ungheria (bandiera)      |  | Márton Dina        | 1996 |  |  |
|  | Nuova Zelanda (bandiera) |  | James Fouché       | 1998 |  |  |
|  | Spagna (bandiera)        |  | Ander Ganzabal     | 2000 |  |  |
|  | Francia (bandiera)       |  | Paul Hennequin     | 2002 |  |  |
|  | Spagna (bandiera)        |  | Xabier Isasa       | 2001 |  |  |
|  | Spagna (bandiera)        |  | Txomin Juaristi    | 1995 |  |  |
|  | Spagna (bandiera)        |  | Andoni López       | 1999 |  |  |
|  | Spagna (bandiera)        |  | Jordi López        | 1998 |  |  |
|  | Spagna (bandiera)        |  | Gotzon Martín      | 1996 |  |  |
|  | Spagna (bandiera)        |  | Iker Mintegi       | 2002 |  |  |
|  | Spagna (bandiera)        |  | Jokin Murguialday  | 2000 |  |  |
|  | Gran Bretagna (bandiera) |  | Louis Sutton       | 2002 |  |  |
|  | Paesi Bassi (bandiera)   |  | Axel van der Tuuk  | 2001 |  |  |
|  | Polonia (bandiera)       |  | Danny van der Tuuk | 1999 |  |  |
|  | Spagna (bandiera)        |  | Gari Ugarte        | 2005 |  |  |
|  | Spagna (bandiera)        |  | Unai Zubeldia      | 2003 |  |  |